# Картерет
Ка́ртерет (Тулун, Кілінаїлау; англ. Carteret Islands, Carteret Atoll, Tulun, Kilinailau) — невеликий атол в Тихому океані, лежить за 86 км на північний схід від острова Бугенвіль. Адміністративно належить до району Північний Бугенвіль Автономного регіону Бугенвіль Папуа Нової Гвінеї.
Атол відкритий 1767 року англійським мореплавцем Філіппом Картеретом, на честь якого він отримав свою назву.
Атол являє собою скупчення невеликих моту загальною площею суходолу 1,6 км². Найбільший моту — Хан. За підрахунками вчених, через незначну висоту острова (0,5 м) та через стрімкий підйом рівня води Світового океану, атол до 2015 року буде повністю затоплений. Саме тому 24 листопада 2005 року уряд країни був змушений ухвалити рішення про переселення жителів атола (а це понад 2,5 тисячі осіб) до Бугенвіля.